# نهر فيتشيغدا

The Northern Dvina River basin

فيتشيغدا ((بالروسية: Вычегда)‏، قالب:Lang-kv) نهر يقع في الجزء الأوروبي من روسيا، وهو أحد روافد نهر دفينا الشمالي.يبلغ طول النهر حوالي 1,100 كيلومتر (680 ميل). 310 كيلومتر (190 ميل)
حوالي 800 كيلومتر (500 ميل) من مسار نهر فيتشيغدا صالح للملاحة. عام 1822، وصل نهر فيتشيغدا بنهر كاما، أحد روافد نهر فولغا عن طريق قناة كاترين الشمالية التي أُهمِلت منذ عام 1838. ثمة نظام نقل منتظم للركاب يستخدم صيفاً بين كوتلاس وسويغا.

## وصلات خارجية
- [ru:Река Вычегда] (بالروسية). State Water Register of Russia https://web.archive.org/web/20220618183739/http://textual.ru/gvr/index.php?card=159158. Archived from the original on 2022-06-18. Retrieved 2011-08-02. {{استشهاد ويب}}: |trans-title= بحاجة لـ |title= أو |script-title= (help) and |مسار أرشيف= بحاجة لعنوان (help)